# Анебю
Анебю (швед. Aneby) — містечко (tätort, міське поселення) на Півдні Швеції в лені Єнчепінг. Адміністративний центр однойменної комуни.

## Географія
Містечко знаходиться у північній частині лена Єнчепінг за 240 км на південний захід від Стокгольма.

## Історія
Важливим фактором для розвитку містечка стало будівництво залізничної колії (відкритої в 1874 році), яка тягнулася від Анебю до Несше.

## Населення
Населення становить 3 687 мешканців (2018). 

## Економіка
Наявність сировини сприяла розвитку деревообробної галузі. Проте за останні роки вона скоротилася, а економіка в даний час більш диверсифікована і домінують малі та середні підприємства. 

## Галерея

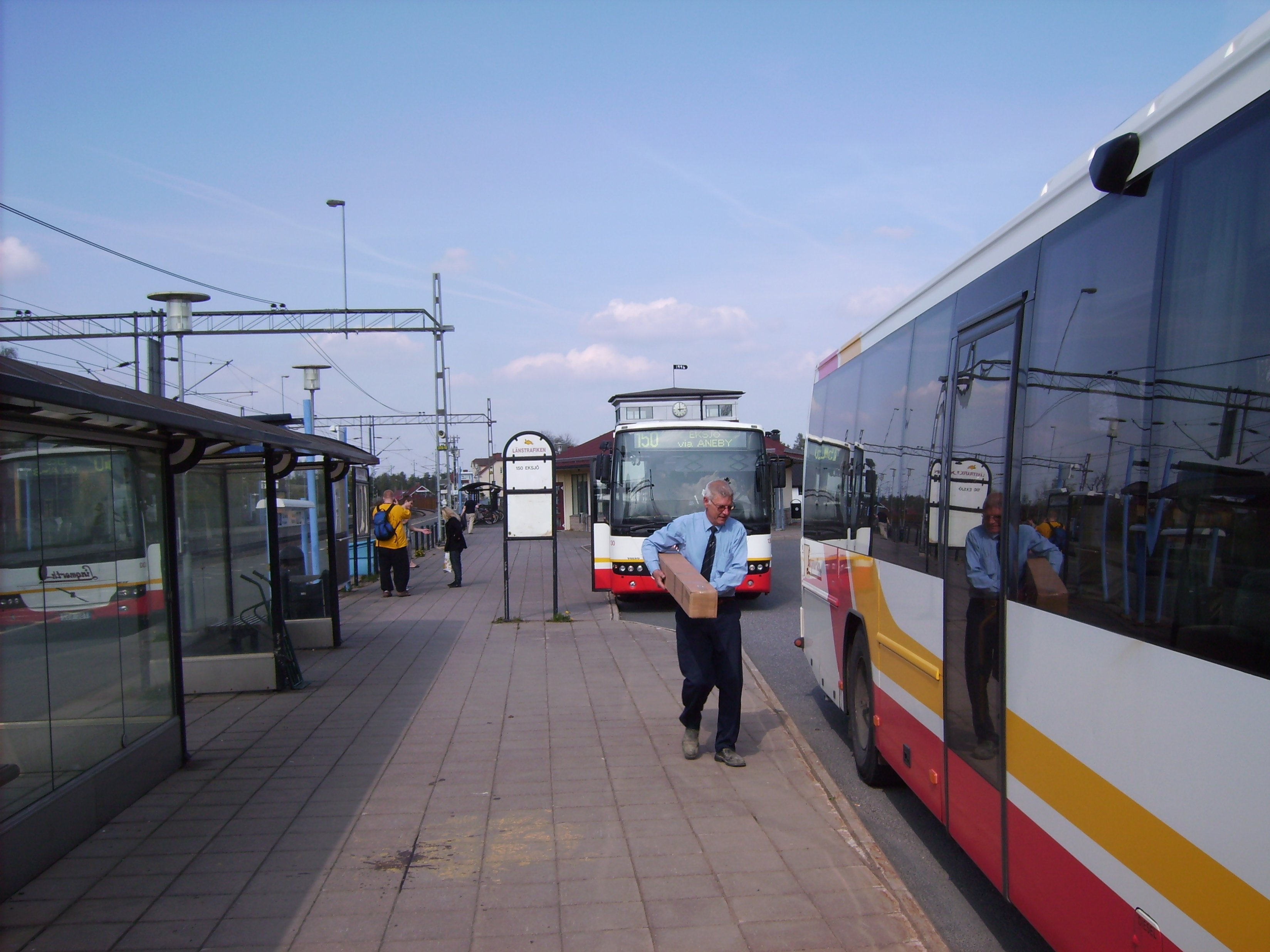
Автобусна станція
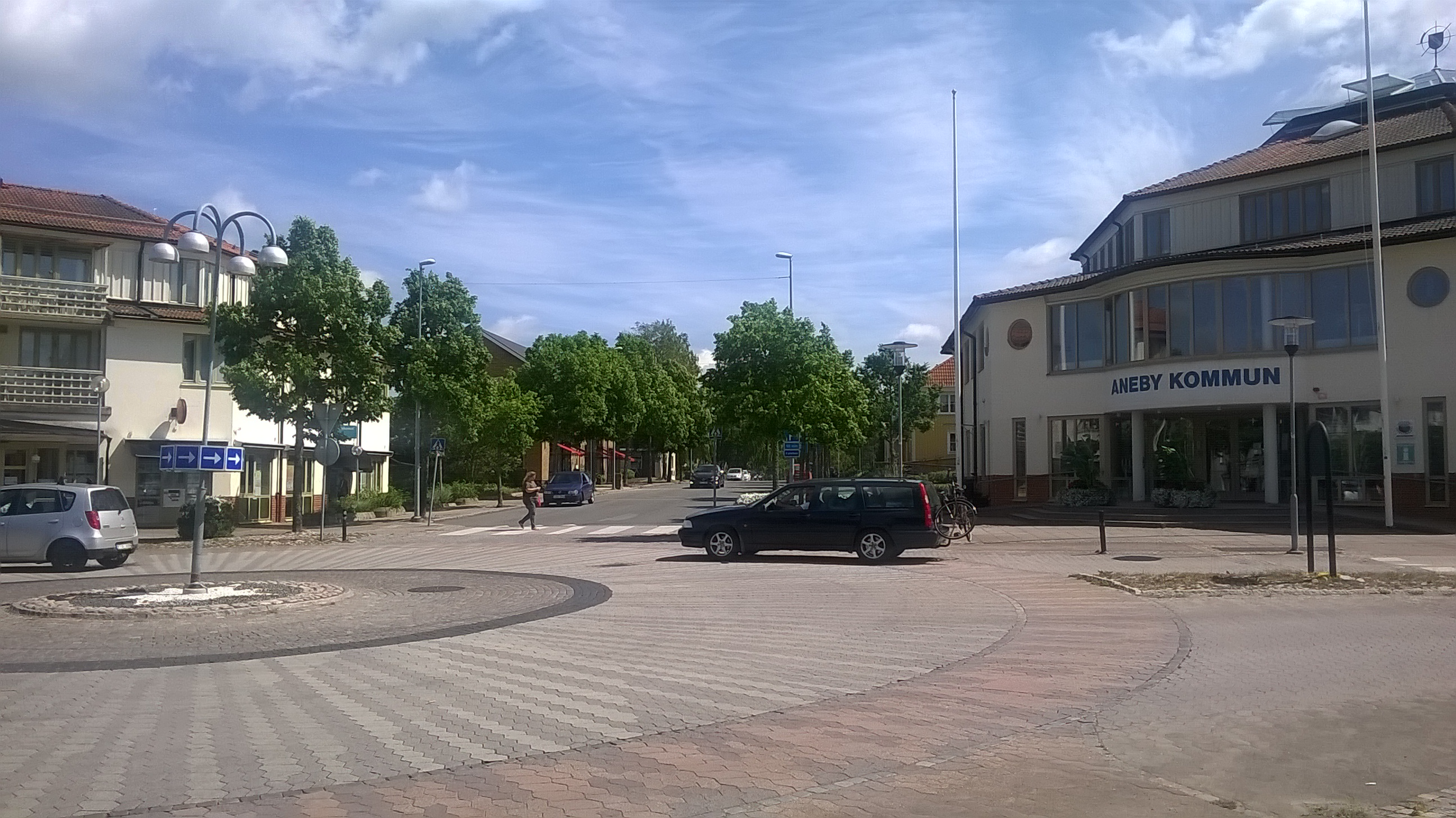
Центр містечка
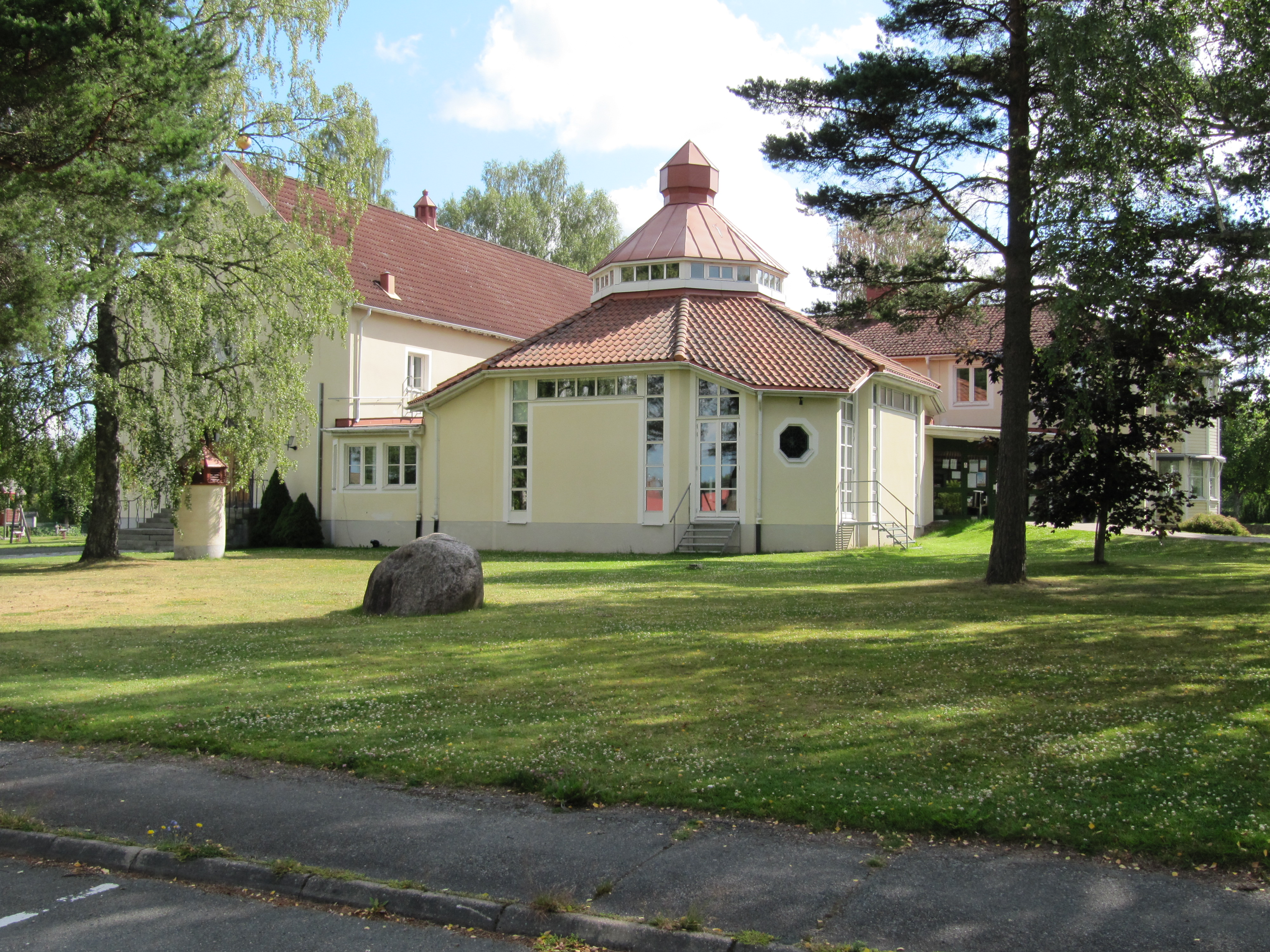
Церква

## Покликання
- Aneby.se Сайт комуни Анебю [Архівовано 29 грудня 2007 у Wayback Machine.]